# Samuel Józef Różycki
Samuel Józef Różycki (ur. 19 czerwca 1781 roku w Zagorzycach, zm. 2 marca 1834 roku w Bernie) – generał brygady wojsk polskich, dowódca w powstaniu listopadowym, nadzwyczajny referendarz stanu Królestwa Kongresowego w 1830 roku, komisarz obwodu stopnickiego.

## Życiorys
Urodził się w starej rodzinie ziemiańskiej wyznania ewangelicko-reformowanego (kalwińskiego) jako syn Michała (podstolego czernihowskiego) i Anny Wołk-Łaniewskiej i daleki krewny Jana Henryka Dąbrowskiego. Rozpoczął studia prawnicze w Krakowie. 
W 1807 roku znalazł się w armii Księstwa Warszawskiego, brał udział w kampaniach napoleońskich: 1807, 1809, 1812-1813. Walczył pod Słupskiem, Gdańskiem, Smoleńskiem, Borodino, Woronowem, Lipskiem, Gabel. W 1813 roku dostał się do niewoli. Od 1815 roku w armii Królestwa Polskiego, służył w 8 pułku piechoty liniowej w stopniu podpułkownika, ale już w lutym 1816 roku złożył dymisję. Gospodarował w majątku Żurawniki. W 1818 roku był komisarzem Wydziału Wojennego Komisji Wojewódzkiej Województwa Krakowskiego, później komisarzem obwodu stopnickiego.
Był członkiem loży wolnomularskiej Przesąd Zwyciężony w 1810 roku. 
Działał w Wolnomularstwie Narodowym i Towarzystwie Patriotycznym. Walczył w powstaniu listopadowym. 13 czerwca 1831 roku zajął Kock, a potem walczył pod Drohiczynem, Łagowem, Skalbmierzem. Po upadku powstania na emigracji we Francji. Był członkiem Towarzystwa Litewskiego i Ziem Ruskich w Paryżu w 1832 roku. Przyjaciel Adama Czartoryskiego, od 1833 roku przebywał w Szwajcarii w Bernie. Opublikował relację z powstania Zdanie sprawy narodowi z czynności w roku 1831 (1832), kilka prac o charakterze autobiograficznym pozostawił w rękopisie. 
Z małżeństwa z Emilią Teklą z Szasterów (córką Antoniego, lekarza, profesora Uniwersytetu Jagiellońskiego) miał trzy córki, m.in. Annę, więzioną za działalność spiskową.

## Odznaczenia
Odznaczony m.in.:
- Złotym Krzyżem Virtuti Militari,
- Krzyżem Kawalerskim Legii Honorowej,
- Orderem Świętego Stanisława III klasy w 1825 roku[2].